# Dominio SH3
El dominio SH3 (del inglés Src Homology 3) es un pequeño dominio de proteínas de entre 55 y 70 aminoácidos identificado por primera vez como una región conservada en la proteína viral v-Crk y partes no catalíticas de enzimas tales como fosfolipasa y varias tironsinquinasas citoplasmáticas como Abl y Src.
También se ha identificado en varias otras familias de proteínas, tales como: Pi3 quinasa, Ras proteína activadora de GTPasa, CDC24 y CDC25. El dominio SH3 tiene una estructura de barril beta característico que consta de cinco o seis plegamientos tipo beta organizadas como dos láminas beta perfectamente ensambladas de forma antiparalela. Las regiones de unión pueden contener hélices cortas. Aproximadamente 500 dominios SH3 son codificados en el genoma humano.
El tipo SH3 es un dominio antiguo encontrado en eucariotas y procariotas. Ejemplos de plegamientos similares son los de OB, los cuales pueden por ejemplo unirse a los azúcares o al dominio de unión al ADN de la ADN integrasa del VIH. Tal funcionalidad los diferencia a la de los dominios SH3 con los cuales en ocasiones no tiene homología reconocible a nivel de secuencia aminoacídica. Los dominios SH3 clásicos se encuentra normalmente en las proteínas que interactúan con otras proteínas y median en el montaje de complejos de proteínas específicos, generalmente a través de la unión a péptidos ricos en prolina con su respectiva pareja de unión. Los SH3 clásicos en los seres humanos se limitan a las proteínas intracelulares, pero la pequeña familia de proteínas extracelulares MIA también contiene proteínas con un dominio SH3.
Muchos epítopos de proteínas de unión a SH3 tienen una secuencia consenso: -X-P-p-X-P-  con X siendo aminoácidos alifáticos, P siempre una prolina y p sólo a veces. La secuencia se une a la del bolsillo hidrofóbico del dominio SH3.
Se han encontrado dominios SH3, que se unen a un motivo de consenso R-x-x-K. Ejemplos de ello son los dominios SH3 en la región C-terminal de proteínas adaptadoras como Grb2 y Mona (conocidas como Gads, Grap2, Grf40, GrpL etc.).
Otros motivos de unión a SH3 han surgido y siguen surgiendo en el curso de diversos estudios moleculares, poniendo de relieve la versatilidad de este dominio. 
Dominios SH3 se encuentran en proteínas de las vías de señalización que regulan el citoesqueleto, la proteína Ras, y la quinasa Src y muchas otras. También regulan el estado de la actividad de proteínas adaptadoras y otras tirosinquinasas y están pensados para aumentar la especificidad de sustrato de la tirosinquinasas por uniéndose lejos del centro catalítico de la quinasa.